# Kepler-186
A Kepler-186 egy fősorozatbeli, M1V színképosztályba tartozó vörös törpecsillag 151 ± 18 parszek távolságra (493 ± 59 fényév) a  Hattyú csillagképben.

## Leírása
A csillag valamivel hidegebb a Napunknál, és nagyjából fele annyi a fémessége.

## A csillagrendszer
A csillag körül jelen ismereteink szerint öt bolygó kering, ezek között van az elsőnek felfedezett olyan exobolygó, a Kepler-186 f, ami nagyjából Föld-méretű, és a lakható zónában kering, tehát elméletileg élet alakulhat ki rajta.
A többi, eddig felfedezett négy bolygó (Kepler-186 b, c, d és e) túl közel vannak anyacsillagukhoz, így túl forróak ahhoz, hogy folyékony víz lehessen rajtuk. Ez a négy belső bolygó minden bizonnyal kötött tengelyforgású, tehát mindig ugyanazt az oldalát fordítja a napja felé. A Kepler-186 f távolabb helyezkedik el, ahol a rá ható gravitáció gyengébb, ezért tengely körüli forgása talán még nem fékeződött le annyira, mint a belső négy bolygóé. Tengely körüli forgása jóval lassabb, mint a Földé, egy körülfordulása hetekig vagy hónapokig tart. A Kepler-186 f tengelyferdesége kis mértékű, így nem lépnek fel rajta olyan mértékű évszakos változások, mint a Földön. A Kepler-186 f pályájának excentricitása is kis mértékű, így a keringésből sem adódnak évszakos változások, mint mondjuk a Mars bolygón.
Számítógépes szimulációk szerint valószínűleg létezik még egy kis tömegű bolygó a Kepler-186 e és Kepler-186 f között. Ha a bolygó létezik, tömege nem lehet sokkal nagyobb, mint a Földé, mert egyébként nagy pályaháborgásokat okozna.

## Nevének eredete
Ahogyan a Kepler űrtávcső által végzett megfigyelések folytak, a csillagokat katalogizálták a Kepler Input Catalog-ba (KIC), majd azokat a csillagokat, amik körül bolygók keringhettek, a Kepler Object of Interest-ben (KOI) tartották számon. Így a Kepler-186 kezdetben a KIC 8120608 azonosítóval rendelkezett, majd megkapta a KOI 571 jelölést.
A Kepler-projekten kívüli 2MASS felmérés a csillagot a 2MASS J19543665+4357180 jelöléssel látta el.

## Megfigyelése
Csak nagy méretű, több méter átmérőjű távcsővel figyelhető meg (8 m, Gemini North távcső, Mauna Kea, Hawaii; 10 m, Keck II, Mauna Kea).

## Fordítás
- Ez a szócikk részben vagy egészben  a   Kepler-186 című angol Wikipédia-szócikk fordításán alapul.  Az eredeti cikk szerkesztőit annak laptörténete sorolja fel. Ez a jelzés csupán a megfogalmazás eredetét és a szerzői jogokat jelzi, nem szolgál a cikkben szereplő információk forrásmegjelöléseként.